# Interneringskampen in Xinjiang

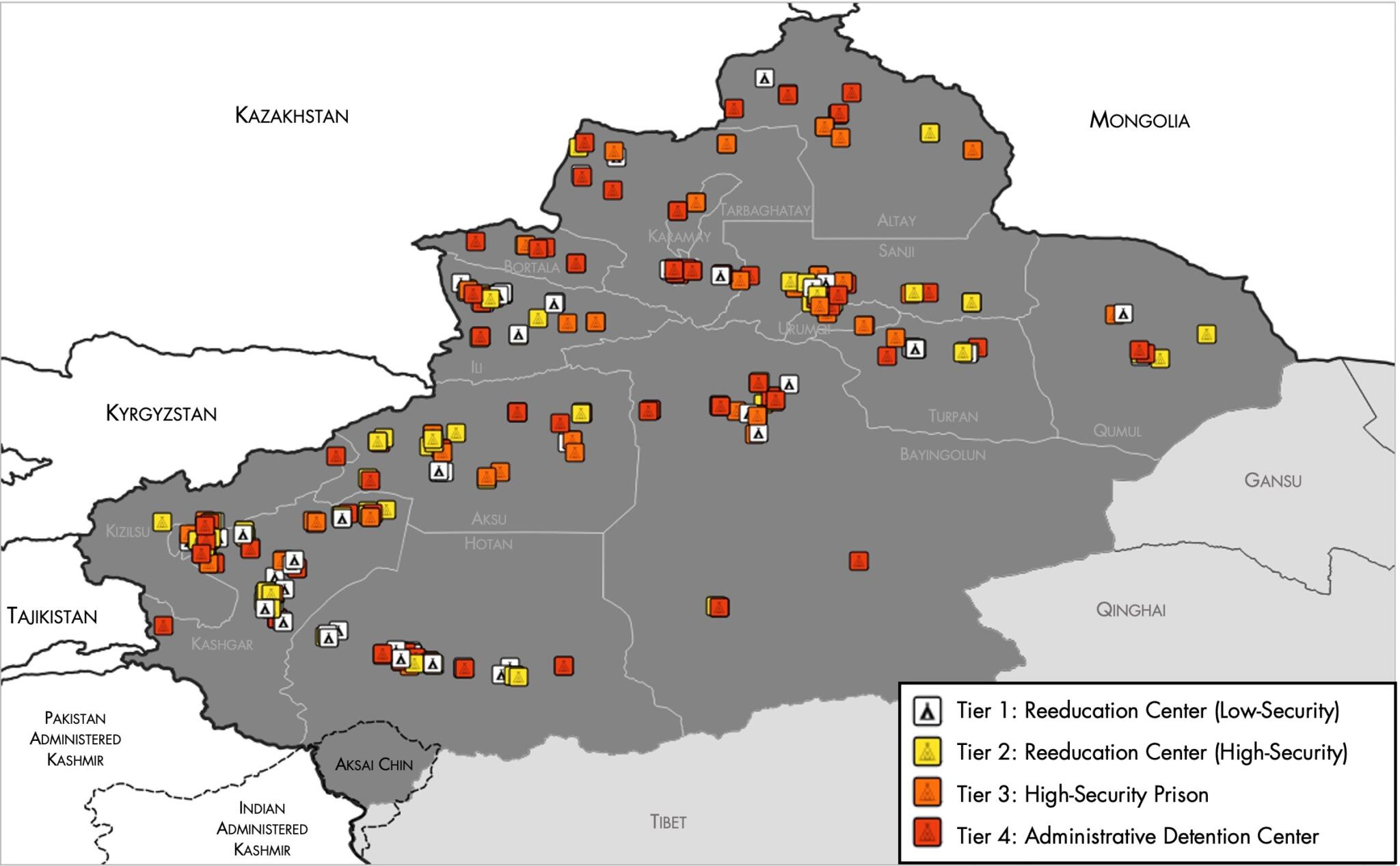
Kamplocaties geïdentificeerd door het Amerikaanse National Geospatial-Intelligence Agency en het Australian Strategic Policy Institute.

De interneringskampen in Xinjiang, door de Chinese regering officieel Beroepsonderwijs- en Trainingscentra van Xinjiang genoemd, zijn interneringskampen die worden beheerd door de regering van de Oeigoerse Autonome Regio Xinjiang en haar Chinese Communistische Partij (CCP).
Mensenrechtenorganisatie Human Rights Watch zegt dat ze sinds 2017 worden gebruikt om de Turkse Oeigoeren en andere moslims in China gevangen te zetten als onderdeel van een ‘volksoorlog tegen terrorisme’, een beleid dat in 2014 werd aangekondigd door Xi Jinping. De kampen zijn door veel landen en mensenrechtenorganisaties bekritiseerd vanwege vermeende mensenrechtenmishandelingen.
In November 2019 publiceerde The New York Times de Xinjiang Papers, meer dan 400 pagina's documenten, die de repressie tegen de moslimminderheid in de Chinese Autonome Regio Xinjiang en de heropvoedingskampen van Xinjiang aantonen.